# Crawley
Crawley – miasto i dystrykt niemetropolitalny o statusie borough w południowo-wschodniej Anglii, w hrabstwie West Sussex. Położone 45 km na południe od Londynu, 29 km na północ od Brighton & Hove, zajmuje powierzchnię 44,96 km². W 2021 roku miasto liczyło 120 550 mieszkańców.
Obszar ten był zamieszkany już w epoce kamienia, a stał się ośrodkiem przemysłu żelaznego w czasach Imperium Rzymskiego.
Crawley rozwijało się od XIII wieku jako ośrodek handlu, co ułatwiała lokalizacja na głównej trasie pomiędzy Londynem i Brighton. Położenie przyczyniło się także do powstania wielu zajazdów.
Crawley zostało połączone siecią kolejową ok. 1840.
Lotnisko Gatwick, jedno z najbardziej rozwiniętych w Wielkiej Brytanii, zostało otwarte na przedmieściach Crawley w latach 40., wspomagając rozwój gospodarczy.
Kiedy po II wojnie światowej rząd brytyjski postanowił przenieść dużą liczbę ludności z Londynu do 'nowych miast' na południu Anglii, Crawley znalazło się na liście tych miast. Plan powstał dla nowego ośrodka mieszkalnego, handlowego i przemysłowego co spowodowało szybki rozwój i napływ ludności w ciągu kilku dekad.
Miasto składa się z 13 dzielnic mieszkalnych zlokalizowanych wokół starego miasta i oddzielonych głównymi drogami i siecią kolejową. Sąsiadujące społeczności Ifield, Pound Hill i Three Bridges zostały przyłączone do 'nowego miasta' w różnych stadiach rozwoju.  W 2008 roku ekspansja miasta jest zaplanowana na południe, przy współpracy z Horsham District Council.
Z ekonomicznego punktu widzenia Crawley rozwinęło się jako główny ośrodek przemysłu i zatrudnienia pomiędzy Londynem i południowym wybrzeżem Anglii.